# Theodor Szántó
Theodor Szántó   (Viena, 3 de juny de 1877 - Budapest, 7 de gener de 1934), en hongarès Szántó Tivadar, nascut Theodor Jehuda Löb Schmulowitz, fou un compositor i pianista hongarès.
Feu els primers estudis en el Conservatori de la capital on va néixer, i en el de Budapest. Fou un dels primers alumnes de Ferruccio Busoni i Kalman Chovan. Com a concertista de piano assolí una gran reputació, especialitzant-se en la música de Liszt, a la que la seva pròpia ascendència prestava un interès rítmic especial i un viu colorit. Com a compositor seguí aquesta inclinació que li senyalava la seva sang i practicà un nacionalisme de marcat caràcter, encara que tradicional tècnicament. Malgrat tot, el seu interès per les harmonies insòlites era gran, com ho demostrà en els seus Essays in Japanese Harmonics, que publicà en anglès el 1919. Les seves melodies tenen un tall original i en determinats detalls hi apareix el fi harmonista. Va escriure molta música de cambra (editors Durand Hamelle, de París, i Universitat Editiom, de Viena), música per a instruments solistes i orgue, que és la més divulgada de Szàntó. Però les seves obres més ambicioses són una simfonia amb cor mixt Terra i Mar, una rapsòdia simfònica i un adagi simfònic igualment amb cors.
Szàntó va tenir cura d'edicions modernes de Bach i altres músics, entre aquests Stravinski, del qual preparà diverses pàgines per la seva edició de piano. Com a concertista actuava amb freqüència a París en les sessions del Conservatori i els concerts Colonne. Habitualment vivia a Budapest, on va ser enterrat.